# 모드 13h

기본 VGA 256색 팔레트

모드 13h(Mode 13h)는 1987년 IBM PS/2와 함께 도입된 VGA 그래픽 하드웨어의 표준 256색 모드이다. 320×200픽셀의 해상도를 가지고 있다. 1980년대 후반과 1990년대 초반부터 중반까지 컴퓨터 게임과 미술/애니메이션 소프트웨어에서 광범위하게 사용되었다. "13h"는 VGA BIOS의 모드 번호를 나타낸다. "h"는 16진수를 의미한다.
모드 13h는 프로그래머에게 선형 320x200 비디오 메모리 블록을 제공하며, 여기서 각 바이트는 하나의 픽셀을 나타낸다. 이는 VGA 하드웨어의 다른 유용한 기능에 대한 액세스를 희생하면서 프로그래밍을 쉽게 만든다.
4:3 디스플레이에 사용하기 위한 320×200 해상도 화면의 종횡비가 주어지면 모드 13h에는 정사각형 픽셀이 없다.